# جزيرة سبرت
جزيرة سبرت هي جزيرة متصلة صغيرة في بحيرة مالغنا في منتزه جاسبر الوطنية. هذا المَعْلَم هو وجهة رحلات القوارب عبر بحيرة ماليني، يربط العديد من الناس هذه الجزيرة بجبال روكي الكندية. تتمتع جزيرة سبرت بسمعة عالمية، وهي واحدة من أكثر المناظر شهرةً وتصويرًا لجبال روكي الكندية. توفر رحلات قارب بحيرة مالغنا إطلالات قريبة على الجزيرة.